# Arahnologija
Arahnologija (grško: αραχνη (arachne) - pajek + λόγος (logos) - veda, znanje) je znanstvena disciplina, ki se ukvarja s preučevanjem pajkovcev - pajkov in sorodnih organizmov, kot so ščipalci, paščipalci, klopi, suhe južine idr. Znanstvenik, ki deluje na področju arahnologije, je arahnolog. Podobno kot entomologija se arahnologija deli na poddiscipline, saj so pajkovci preobsežna skupina, da bi jo lahko obvladal posameznik. Tako se denimo araneologija ukvarja ožje s pajki, akarologija pa s pršicami.
Za začetnika arahnologije kot znanstvene vede velja šved Carl Alexander Clerck, Linnejev sodobnik, ki je opisal in poimenoval okoli 250 vrst pajkov. Danes poznamo že več deset tisoč vrst pajkovcev, ocenjujejo pa, da je samo pajkov okoli 200.000 vrst. Za razliko od žuželk, preučevanja katerih se lotevajo tudi ljubitelji, so pajkovci težavnejši za določanje, saj je pogosto možno ločiti vrste šele na podlagi mikroskopskega pregleda telesne zgradbe. Zaradi tega in zaradi strahu pred pajki (arahnofobije), je tako ljubiteljskih kot profesionalnih arahnologov razmeroma malo, zato so pajkovci slabo poznana skupina. Izjema so ptičji pajki, ki so od sedemdesetih let priljubljene domače živali, in se z njimi ukvarja precejšnje število ljudi.
Arahnologi, podobno kot entomologi, preučujejo anatomijo, klasifikacijo, evolucijo, ekologijo, vedenje in življenjski krog pajkovcev, poleg tega pa je pomembno področje arahnologije tudi raziskovanje strupov pajkovcev. Pri tem delu so, podobno kot pri entomologiji, pomembno orodje zbirke primerkov v prirodoslovnih muzejih in drugih raziskovalnih inštitucijah, pri preučevanju strupov pa se poslužujejo predvsem biokemijskih metod.